# Саблін Михайло Павлович
Миха́йло Па́влович Са́блін  (нар. 17 червня 1869, Севастополь — пом. 17 жовтня 1920, Ялта) — російський імператорський та український військовий діяч, віцеадмірал, командувач Чорноморського флоту.

## Життєпис
Народився в Севастополі, в сім'ї капітана 1-го рангу, згодом віцеадмірала П. Ф. Сабліна (1839–1914). Старший брат контрадмірала Миколи Сабліна.
В 1890 році закінчив Морський корпус. Служив мічманом на Чорноморському флоті. Пізніше брав участь у військових діях проти Китаю в 1900—1901 рр. і в російсько-японській війні на 2-й Тихоокеанській ескадрі 1904—1905. Офіцер на броненосці «Ослябя», брав участь у Цусімському морському бою; отримав поранення. Врятований російськими моряками з інших кораблів.
У 1905—1906 роках — старший офіцер навчального судна «Хабаровськ».
Після війни з Японією служив на Чорному морі: командир міноносця «Завидний» (1906—1907).
В 1907—1909 роках — Начальник канонерського човна «Донець» та 5-го (розвідувального) дивізіону міноносців.
1909—1911 — командир 3-го дивізіону міноносців Чорноморського флоту.
6 вересня 1912 року — капітан 1-го рангу, командир лінкора «Ростислав».
Учасник Первої Світової війни. У грудні 1914 р. нагороджений Георгіївською зброєю — за участь у боях із німецьким лінійним крейсером «Гьобен».
1915—1917 — начальник (командувач) мінної оборони Чорного моря. У 1916 р. — віцеадмірал.
З 21 липня 1916 року — начальник 2-ї бригади лінійних крейсерів, начальник дивізії лінійних крейсерів Чорного моря.
З 12 (25) грудня 1917 року — Начальник штабу Чорноморського флоту. З 22 березня 1918 року — командувач Чорноморським флотом УНР. Сприяв українізації Чорноморського флоту.
22 квітня 1918 року командувач Чорноморського Флоту контрадмірал Михайло Саблін наказом по флоту оголосив:
«…всі судна, портове майно, які знаходяться у портах Криму, є власністю Української Народної Республіки. А тому наказую скрізь, де треба, підняти українські прапори».
Під впливом агітації більшовиків, не бажаючи, щоб флот потрапив до німців, вивів частину кораблів (2 новітніх лінійних корабля і 14 есмінців) до Новоросійська.
Отримавши накази від Леніна про потоплення флоту (від 9 і 13 червня 1918 р.), відмовився їх виконувати. Щоб врятувати кораблі, відправився до Москви, де був арештований і ув'язнений. За допомогою моряків йому вдалося втекти та переправитись до Великої Британії. Звідти повернувся в Крим.
Вступає на службу до гетьмана Павла Скоропадського. Бере участь у розбудові Українського військово-морського флоту. У серпні 1918 року призначений Начальником Військово-морської бази Севастополя, згодом начальник (командувач) портами Чорноморського басейну.
Наприкінці 1918 року південь України окуповують війська Антанти, які захопили й кораблі Чорноморського флоту. У квітні 1919 року, у зв'язку з відходом французької ескадри з Севастополя, Михайло Саблін домігся від союзників передачі кількох кораблів Чорноморського флоту Головнокомандувачеві ЗСПР (крейсер «Кагул», підводний човен «Тюлень» і ін.)
З червня 1919 року перебував у Морському управлінні штабу генерала Денікіна. Лише пізніше, за його наполяганням, союзники погодилися передати відведені до Стамбула найкращі кораблі Чорноморського флоту, зокрема лінійний корабель «Воля» і сучасні есмінці.
З лютого 1920 року — Командувач Чорноморським флотом при генералові Врангелі. З 19 квітня — ще й начальник Морського управління. У вересні 1920 року тяжко захворів і був тимчасово замінений адміралом Кедровим. Помер 17 жовтня 1920 року. Похований у Севастополі.